# Steven Paul
Steven Paul (* 16. Mai 1959 in New York City) ist ein US-amerikanischer Filmproduzent, Filmregisseur, Drehbuchautor und Schauspieler.

## Leben
Steven Paul war im Alter von zwölf Jahren in dem Broadway-Stück Happy Birthday, Wanda June zu sehen. Er wirkte auch in der Verfilmung mit, dies war sein Start in Hollywood. 1977 gründete er seine eigene Produktionsfirma Crystal Sky.
Neben seiner Haupttätigkeit als Filmproduzent schreibt er gelegentlich am Drehbuch mit oder wirkt als Second-Unit-Regisseur. Mit Superbabies: Baby Geniuses 2 und Bratz: The Movie war er jeweils für die Goldene Himbeere nominiert.

## Filmografie (Auswahl)
Als Produzent
- 1982: Slapstick
- 1986: Lance – Stirb niemals jung (Never Too Young to Die)
- 1994: Julius Caesar Superstar (Hail Caesar)
- 1995: Der geheimnisvolle Ritter (Tin Soldier)
- 1996: Exit in Red
- 1999: Die Windel-Gang (Baby Geniuses)
- 2004: Superbabies: Baby Geniuses 2
- 2008: Doomsday – Tag der Rache (Doomsday)
- 2008: Bratz: The Movie
- 2010: Tekken
- 2012: Ghost Rider: Spirit of Vengeance
- 2012: Beyond – Die rätselhafte Entführung der Amy Noble (Beyond)
- 2014: Tekken 2: Kazuya’s Revenge
- 2017: Ghost in the Shell
- 2023: The Expendables 4 (Expend4bles)
- 2024: The Painter
- 2024: Air Force One Down: Die Agentin des Präsidenten (Air Force One Down)

Als Regisseur
- 1980: Midlife Crisis
- 1982: Slapstick
- 1990: Avatar – Wiedergeburt des Bösen (Eternity)

Als Drehbuchautor
- 1980: Midlife Crisis
- 1982: Slapstick
- 1986: Lance – Stirb niemals jung (Never Too Young to Die)
- 1990: Avatar – Wiedergeburt des Bösen (Eternity)
- 2004: Superbabies: Baby Geniuses 2
- 2024: Air Force One Down: Die Agentin des Präsidenten (Air Force One Down)